# Hymenocallis crassifolia
Hymenocallis crassifolia là một loài thực vật có hoa trong họ Amaryllidaceae. Loài này được Herb. mô tả khoa học đầu tiên năm 1821.